# Chiesa di San Panfilo (Spoltore)
La chiesa di San Panfilo è la parrocchiale di Spoltore, in provincia di Pescara e arcidiocesi di Pescara-Penne; fa parte della forania di Spoltore.

## Storia
L'originaria cappella, di piccole dimensioni, sorse nel IX secolo sui resti di un antico tempio pagano; di questo luogo di culto si hanno attestazioni certe a partire dal secolo successivo in documenti riguardanti le donazioni effettuate da Guglielmo Rascone di Roberto e dal conte di Loreto Gozzolino.
Tra il 1763 e il 1770, per volere dell'allora curato don Nicola De Amicis, la parrocchiale fu interessata da una ricostruzione, mentre gran parte delle decorazioni venne eseguita tra il 1785 e il 1793 dal lombardo Alessandro Terzani e forse anche da Giustino Melella.
Il 21 agosto 1858 venne elevata a collegiata insigne per breve pontificio, mentre nei due anni successivi venne interrata da vari interventi in occasione dei quali si procedette al ripristino delle coperture e alla posa del nuovo pavimento.
Danneggiata durante la seconda guerra mondiale, la chiesa fu oggetto di un restauro tra il 1956 e il 1957, mentre in epoca postconciliare venne condotto l'adeguamento liturgico secondo le nuove norme.
Tra il 2001 e il 2003 fu eseguito un consolidamento delle fondamenta della struttura, mentre nel 2007 si procedette con un restauro della parrocchiale.

## Descrizione

### Esterno
La facciata della chiesa, rivolta a sudovest, è suddivisa da una cornice marcapiano in due registri, entrambi scanditi da lesene laterali: quello inferiore è caratterizzato in posizione centrale dal portale d'ingresso presenta una finestra ed è coronato dal timpano di forma curvilinea.
Annesso alla parrocchiale è il campanile a base quadrata, la cui cella presenta su ogni lato una monofora a tutto sesto ed è coronata dalla guglia piramidale a base ottagonale.

### Interno
L'interno dell'edificio, la cui pianta è a croce latina, si compone di un'unica navata, sulla quale si affacciano le cappelle laterali e i bracci del transetto, introdotti da archi a tutto sesto, e le cui pareti sono scandite da lesene terminanti con capitelli corinzi dorati e sorreggenti la trabeazione modanata e aggettante sopra la quale si impostano le volte a botte lunettate; al termine dell'aula si sviluppa il presbiterio, leggermente rialzato, ospitante l'altare maggiore e chiuso dall'abside di forma semicircolare.